# Pleioblastus amarus
Espèce
Classification phylogénétique
Statut de conservation UICN

 LC  : Préoccupation mineure
Pleioblastus amarus, le bambou amer, est une espèce de bambou de la famille des Poacées et du genre Pleioblastus, de taille modeste (de 3 à 5 m), endémique de la Chine.
Pleioblastus amarus est fréquemment cultivé tant pour ses pousses de bambou utilisées comme matière médicale et ingrédient de la cuisine asiatique que pour fournir des fibres papetières.

## Nomenclature et étymologie
L’espèce a été décrite et nommée une première fois Arundinaria amara en 1935 par Keng Yi Li (耿以礼 Geng Yili 1897-1975) dans Sinensia 6(2): 148, f. 2. Gěng Yǐlǐ (en transcription pinyin), originaire de Nankin passa sa thèse en 1927 à l’université George Washington aux États-Unis, sur les Graminées de Chine. En 1948, son fils Keng Pai Chieh, (耿伯介 1917-1997 Gěng Bojiè) lui aussi botaniste, transfère l’espèce dans le genre Pleioblastus dans Technical Bulletin of the National Forestry Research Bureau 8: 14 (et passe du féminin amara au masculin amarus).
Selon la Liste des abréviations d'auteur en taxinomie végétale, l’abréviation de Yi Li Keng (1897-1975) est Keng, celle de  Pai Chieh Keng (1917-1997) est Keng f.
Le nom de genre Pleioblastus est un nom composé latin formé à partir de deux étymons grecs et de leurs formes latines : πληίος  plêios > pleio « beaucoup » et βλαστός blastos > blastus « bourgeon », en raison des « bourgeons associés aux nœuds » d’après le botaniste japonais T. Nakai, le créateur du genrePleioblastus.
L’épithète spécifique amarus est un adjectif latin signifiant « amer ».
Le nom vulgaire chinois est 苦竹 (var. 法竹) kuzhu morph. « bambou amer ».

## Synonymes
Selon The World Flora Online WFO, le nom valide Pleioblastus amarus possède 13 synonymes:
- Arundinaria amara Keng
- Arundinaria varia Keng
- Indocalamus varius (Keng) Keng f.
- Pleioblastus amarus f. huangshanensis C.L.Huang
- Pleioblastus amarus var. amarus
- Pleioblastus amarus var. hangzhouensis S.L.Chen & S.Y.Chen
- Pleioblastus amarus var. pendulifolius S.Y.Chen
- Pleioblastus amarus var. tubatus T.H.Wen
- Pleioblastus brevinodus W.T.Lin & Z.J.Feng
- Pleioblastus longqishanensis N.X.Zhao & Z.Yu Li
- Pleioblastus subrectangularis T.P.Yi & H.Long
- Pleioblastus varius (Keng) Keng f.
- Pleioblastus yingdeensis W.T.Lin & Z.M.Wu

## Description

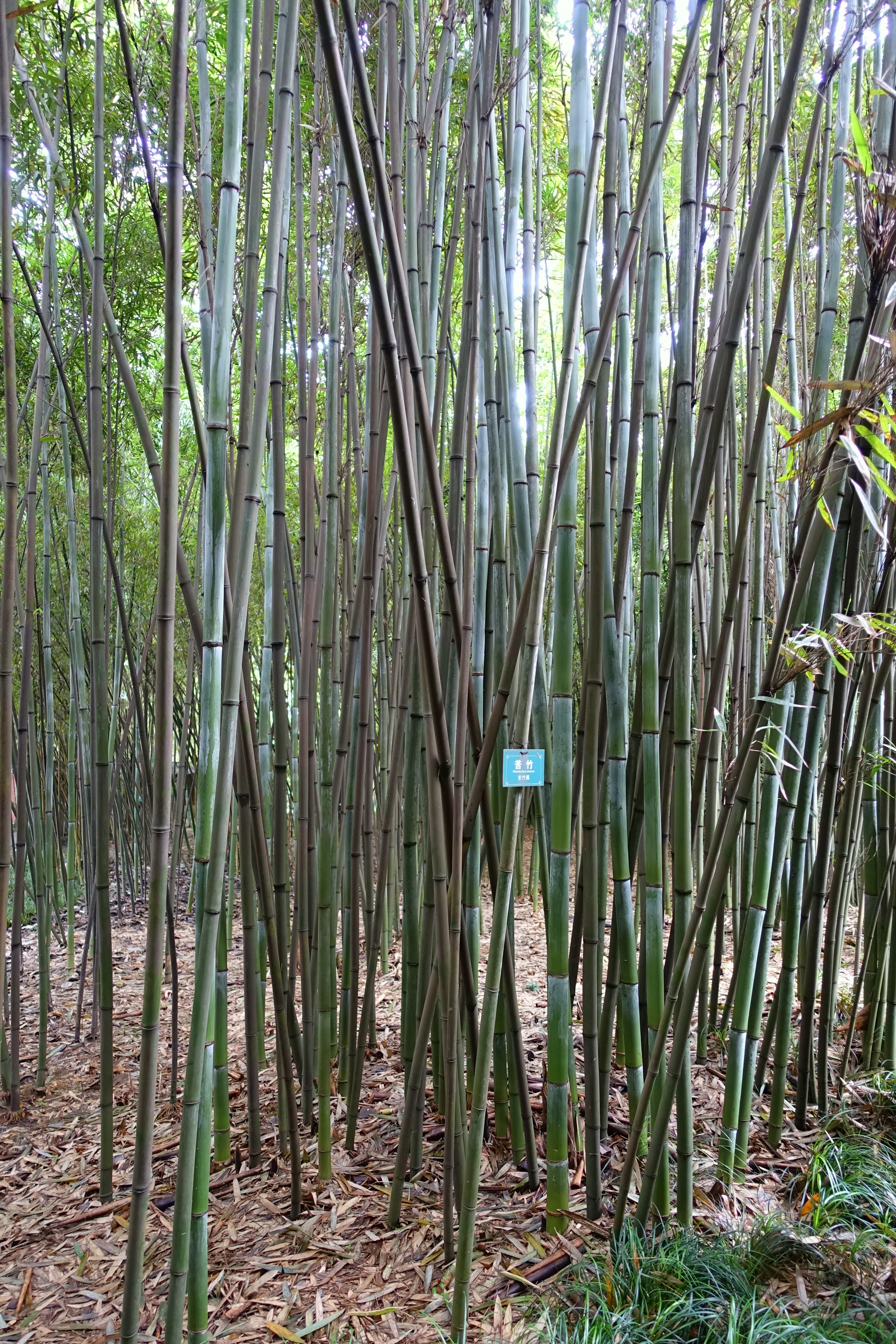
Spécimen du parc Wangjianglou (望江楼公园) – Chengdu, Sichuan.

Pleioblastus amarus  possède des chaumes (tiges lignifiées) de petite taille de 3 à 5 m de hauteur, de 1,5 à 2 cm de diamètre, avec des entrenœuds verts ou vert violacé, tachetés, devenant jaune verdâtre en vieillissant, de 27-29 (-38) cm de longueur.
Les rameaux feuillés sont parfois pendants.
La gaine des chaumes est verte, densément glauque, abaxialement glabre ou poilue, bords ciliés et apicalement orange ou fanés ; les oreillettes sont obscures. La ligule est tronquée, de 1–2 mm, densément glauque, ciliolée, avec un limbe étroitement lancéolé, à bords sérulés (en dent de scie).
Les branches portent 3 ou 4 feuilles, avec une gaine de couleur paille, glabre. La ligule est rouge pourpre, d’environ 2 mm. Le limbe est elliptique-lancéolé, de 4–20 cm de long sur 2–2,9 cm de large, avec 4–8 paires de nervures secondaires, une base cunéiforme, un bord dentelé et un apex acuminé.
L’inflorescence est un racème ou une panicule ; les épillets de 4–7 cm de long sont glauques, à pédicelle poilu et portent de 8 à 13 fleurons. Les glumes à la base de l’épillet, généralement au nombre de 3-5, sont élargies vers le haut. Les lemmes sont ovales-lancéolés. Les ovaires sont étroits et glabres.
La floraison a lieu en avril-mai.

## Distribution et habitat
Pleioblastus amarus est originaire de la Chine du Centre-Sud et du Sud-Est : provinces  de l’Anhui, Fujian, Guizhou, Hubei, Hunan, Jiangsu, Jiangxi, Sichuan, Yunnan, Zhejiang.
L’espèce croît dans les collines ensoleillées. Elle convient aux sols bien drainés, meubles et profonds, aux berges des rivières. Elle est fréquemment cultivées.

## Utilisations
Médicinale
En Chine, les pousses de bambou sont consommées depuis les temps anciens. Crues, elles contiennent des glycosides cyanogènes, c’est-à-dire des toxines végétales. Pour éliminer ces toxines, il faut bouillir les pousses.
Une étude comparative récente de Gao et al (2019), a montré que sur 16 pousses de bambou provenant d’espèces différentes, les pousses de bambou de l’espèce Pleioblastus amarus sont les plus amères. L’analyse a établi que le contenu en l'acide aminé L-phénylalanine est probablement le facteur le plus important impliqué dans l'amertume des pousses de bambou, en contradiction avec la croyance commune selon laquelle le gout amer viendrait du cyanure d’hydrogène.
L’ouvrage de référence de la pharmacologie traditionnelle chinoise, le Bencao gangmu de Li Shizhen consacre une notice aux pousses de bambou (zhúsǔn 竹笋) dans la section sur les légumes (菜之二) . Il distingue les pousses comestibles des non comestibles. Il indique que les pousses de bambou amer (kuzhusun 苦竹笋) sont bonnes contre les insomnies, pour soulager la soif, etc.
Les médecins traditionnels chinois contemporains continuent à recommander l’usage médicinal des pousses de bambou amer et leur usage culinaire, à condition de les faire soigneusement bouillir.
Fabrication de papier
Le bambou est une source de fibres papetières abondantes et bon marché. Il est utilisé seul ou en mélange avec d’autres fibre pour produire de la pâte à papier.
Les papiers de bambou ont commencé à être fabriqués en Chine plus de six siècles après les premiers papiers trouvés à Fangmatan (sur un site archéologique daté de -176 à -141) et ils n’ont commencé à occuper une place importante dans la production papetière chinoise que sous la dynastie Song (960-1279). Ils sont aussi fabriqués en Corée.
Après la diffusion d’une nouvelle recette de fabrication du papier plus efficace en +105 donnée par Cai Lun, le papier se diffusa de plus en plus largement en remplacement des supports traditionnels de l’écrit qu’étaient la soie et les lattes de bambou. Cependant la source de fibres papetières qui était alors tirée du chanvre, du lin ou de quelques arbustes avait du mal à répondre à la demande. Par contre, les bambous qui poussent très rapidement et sur de grandes étendues dans le Sud de la Chine, pouvaient fournir de grandes quantités de pâte à papier. Le papier de bambou acquit une position quasi dominante dans le Sud à partir de la dynastie Song. Il connut son apogée sous la dynastie Qing (1644-1912) suivi d’un déclin au XXe siècle avec l’arrivée des papiers fabriqués mécaniquement.
Yi Xiaohui 易晓辉 indique que pour la fabrication à la main des papiers traditionnels, les Chinois ont utilisé outre le bambou amer (kǔzhú 苦竹, Pleioblastus amarus), le bambou moso (máozhú 毛竹, Phyllostachys edulis), le bambou jaune (huángzhú 黄竹, Dendrocalamus membranaceus), le cízhú 慈竹 (Bambusa emeiensis = Neosinocalamus affinis). Le bambou devient la source majeure de fibres pour le papier à partir de la dynastie Song (920-1279).
La première description un peu précise à être publiée est celle de l’encyclopédie illustrée des techniques 天工開物, Tiangong Kaiwu, publiée en 1637. Elle donne les principales étapes de la fabrication du papier de bambou suivantes: le tri des matériaux, le trempage, l’ébullition, l’écrasement, la décoloration, le recueil de film de pâte sur un tamis de bambou, le pressage des feuilles, l’exposition au soleil et le séchage.
Facture instrumentale
Selon les facteurs les plus réputés de flûtes traversières de Shanghai, tel Zhou Linsheng 周林生, le bambou le plus apte pour fabriquer des flûtes traversières dizi 笛子 est le bambou amer (kǔzhú 苦竹) du nord de la province du Zhejiang, plus précisément des régions de Yu-Hang 余杭, Taishan 泰山 et en particulier du village de Tonglingqiao 铜岭桥村.
Vannerie, piquets
Les tiges sont utilisées en vannerie ou pour faire des piquets dans les jardins, des mâts de drapeau et des mâts de tente.